# Dinara Drukarova
Dinara Anatolievna Drukarova (în rusă Динaра Анатoльевна Друкaрова; n. 3 ianuarie 1976, Leningrad, RSFS Rusă, URSS) este o actriță și regizoare de film sovietică și rusă. Ea este cel mai bine cunoscută pentru rolul Lisa din filmul idol Pro urodov i liudei (1998).

## Viață și carieră
Drukarova s-a născut la Leningrad, RSFS Rusă, Uniunea Sovietică (acum Sankt Petersburg, Rusia). Ea  încă locuiește acolo jumătate din an, petrecând cealaltă jumătate în Franța, unde interpretează majoritatea rolurilor sale de film. 
Și-a făcut debutul în filmul din 1989, Eto bilo u moria..., dar al doilea film al ei, Zamri, umri, voskresni! a adus-o în centrul atenției, după ce filmul a câștigat Caméra d'Or la Festivalul Internațional de Film de la Cannes din 1990.
Ea a jucat într-un număr de filme rusești minore la începutul anilor 1990. În 1999 a absolvit Facultatea de Științe Umaniste a Institutului Electrotehnic din Sankt Petersburg cu o diplomă în Relații Publice. În același an a plecat în Franța. A început să apară în producții europene (și predominant franceze) după ce a făcut primul ei film acolo, Le fils de Gascogne (1995). Ea a făcut o scurtă incursiune în muzică la scurt timp după aceea, înregistrând un single care nu a fost lansat la scară largă, „Made in Leningrad”. Cu toate acestea, ea a rămas concentrată pe actorie și de atunci nu a mai înregistrat nicio melodie.
Unul dintre puținele filme rusești ale sale din a doua jumătate a anilor 1990 a fost controversatul film cult din 1998 Pro urodov i liudei, în care a jucat rolul principal feminin ca Lisa. Această performanță a fost nominalizată la categoria „Cea mai bună actriță europeană” la Premiile Academiei Europene de Film din 1998. Ulterior, a fost intervievată într-un număr de reviste franceze proeminente, inclusiv Elle, Premiere și Vogue. În plus, Drukarova a fost numită membră a unuia dintre juriile Festivalului de Film European de la Strasbourg din 1998.
În următorii câțiva ani, Drukarova a jucat în mai multe filme minore înainte de a primi rolul cheie ca Ada, o femeie gruzină, în filmul din 2003 De când ai plecat Otar. Filmul a avut o largă lansare de artă în mai multe țări, câștigând Marele Premiu Săptămâna Criticilor la Cannes și și-a sporit substanțial profilul internațional. În 2003 a fost distinsă cu prestigiosul premiu francez Michel Simon, care este acordat tinerilor interpreți. În 2004, a apărut în videoclipurile „Club foot” și „LSF” ale trupei britanice Kasabian. În 2004, a jucat în filmul Automne, care nu a fost distribuit pe scară largă, cu excepția circuitului festivalurilor de film. A mai apărut în filme ca Trei amintiri din tinerețe (2015) ca Irina sau Compartimentul nr. 6 (2021), de asemenea, ca Irina.

## Filmografie selectivă
- Zamri, umri, voskresni! (1989) ca Galia[12]
- Le Fils de Gascogne (1996) ca Dinara
- Pro urodov i liudei (Despre ciudați și oameni, 1998) ca Lisa Radlova
- De când ai plecat Otar (2002) ca Ada
- Qu'un seul tienne et les autres suivront (2009) ca Elsa
- 360⁠(d) (2012) ca Valentina
- Iubire (2012) ca soră medicală[13]
- Trei amintiri din tinerețe (Trois souvenirs de ma jeunesse, 2015) ca Irina
- Compartimentul nr. 6 (Hytti nro 6, 2021) ca Irina